# Movimento Sociale Italiano
Il Movimento Sociale Italiano (MSI), dopo il 1972 Movimento Sociale Italiano - Destra Nazionale (MSI-DN), è stato un partito politico italiano d'ispirazione neofascista, considerato l'erede del Partito Fascista Repubblicano fondato da Benito Mussolini.
Fondato il 26 dicembre 1946 da reduci della Repubblica Sociale Italiana come Giorgio Almirante, Pino Romualdi ed ex esponenti del regime fascista, dal 1947 ha come simbolo la fiamma tricolore, sovente identificata in quella che arde sulla tomba di Mussolini che sarebbe riconducibile al trapezio sottostante. Cesco Giulio Baghino, uno dei fondatori del MSI, affermò che tale riferimento apologetico, diffusosi in seguito alla diffusione del simbolo, non era nelle intenzioni iniziali degli ideatori dello stesso, poiché il trapezio sottostante sarebbe stato introdotto per trovare uno spazio grafico alla scritta, evidenziando come l'idea originale fosse unicamente legata alla fiamma.
Voluto «in opposizione al sistema democratico per mantenere viva l'idea del fascismo» nell'Italia repubblicana, non lo condannò espressamente, ma allo stesso tempo e a differenza di altri movimenti neofascisti sottolineò ripetutamente di non aver alcuna intenzione di riportare in vita il vecchio regime, ormai fuori dal tempo. Tale atteggiamento trovò efficacia nella formula «Non rinnegare, non restaurare» coniata da Augusto De Marsanich, segretario dal 1950 al 1954 e presidente dal 1954 al 1972. A livello interno era diviso tra una "destra", corrente prevalentemente meridionale, conservatrice, borghese e atlantista, su posizioni corporative in materia economica, e una "sinistra", formata da chi rivendicava l'eredità della Repubblica Sociale Italiana, in materia economica su posizioni "socializzatrici" e a favore di una terza via tra socialismo e capitalismo.
La dizione "Destra Nazionale" risale all'unione con il Partito Democratico Italiano di Unità Monarchica del 1972.
A partire dalla fine degli anni 1970, sebbene rimanessero delle componenti interne ancora legate al fascismo e all'estrema destra extraparlamentare (come l'area radicale rautiana), si verificò un mutamento di strategia consistente in una sostanziale accettazione delle regole costituzionali e democratiche, che in seguito avrebbe condotto alla svolta di Fiuggi, preceduta dai richiami all'ideologia post-fascista.
Il 27 gennaio 1995 confluì in maggioranza in Alleanza Nazionale e in parte nel Movimento Sociale Fiamma Tricolore.
La sigla MSI viene spesso letta mis e per indicare ciò che riguarda il partito si diffuse l'aggettivo "missino".

## Storia

### Fondazione
Il 12 novembre 1946 venne fondato il Movimento Italiano di Unità Sociale da Giorgio Almirante, Cesco Giulio Baghino, Giorgio Bacchi, Giacinto Trevisonno, Biagio Pace e altri veterani della Repubblica Sociale Italiana. La costituzione ufficiale del partito aveva lo scopo di dare una veste ufficiale ai due rappresentanti, Baghino e Almirante, che avrebbero dovuto partecipare alla più ampia riunione successiva.
Il 3 dicembre 1946 avvenne la riunione con i rappresentanti di diversi gruppi neofascisti, il Fronte dell'Italiano, il Movimento Italiano di Unità Sociale, il Fronte del Lavoro e il Gruppo reduci indipendenti, per la stipula dell'atto costitutivo.
Il 26 dicembre, nello studio del padre di Arturo Michelini, presenti anche Pino Romualdi, Giorgio Almirante, Biagio Pace, avvenne la costituzione ufficiale del Movimento Sociale Italiano e la nomina della giunta esecutiva, formata da Giacinto Trevisonno, Raffaele Di Lauro, Alfonso Mario Cassiano, Giovanni Tonelli e Carlo Guidoboni. Su indicazione di Romualdi, Trevisonno fu scelto come segretario perché poco esposto nel regime fascista e decise di fondare un movimento invece che un partito. Tuttavia Trevisonno si dimise il 15 giugno 1947 perché la giunta esecutiva aveva deciso di accettare nelle sue file anche deputati della Costituente dissidenti provenienti dall'Uomo Qualunque.

### Ingresso in Parlamento e prima segreteria Almirante
Il partito, di cui Giorgio Almirante fu così il successivo segretario, eletto dal nuovo comitato centrale, ricevette inizialmente l'appoggio del generale fascista Rodolfo Graziani, ed ebbe il suo battesimo elettorale in un clima pesante nel settembre 1947 alle comunali di Roma, quando il MSI riuscì a eleggere tre consiglieri comunali, che furono pure determinanti nell'eleggere sindaco il democristiano Salvatore Rebecchini.
Intanto aderì al MSI il primo parlamentare nella Costituente: nel febbraio 1948 fu accettata l'adesione del palermitano Guido Russo Perez.
Furono le elezioni politiche dell'aprile 1948 il primo test nazionale, quando ottenne il 2,01 % dei voti alla Camera dei deputati, eleggendo sei deputati: lo stesso Almirante, Roberto Mieville, Arturo Michelini, Giovanni Roberti, Guido Russo Perez e Luigi Filosa; e lo 0,89 % al Senato della Repubblica. Subito dopo il voto aderì al MSI il senatore Enea Franza, eletto nelle liste di una lista civica, "Democrazia del Lavoro". Ma Filosa restò deputato fino al giugno 1949. Aveva infatti fatto ricorso il primo dei non eletti nella circoscrizione di Catanzaro, Luigi Palmieri, denunciandolo per attività clandestina fascista. Palmieri subentrò, ma fu espulso dal partito. Filosa tornerà deputato nel 1953.
Il primo congresso del partito si svolse a Napoli tra il 27 e il 29 giugno 1948 e il comitato centrale approvò tre relazioni. Con la relazione Politica interna e costituzionale il MSI si opponeva all'istituzione delle Regioni come previsto dalla Costituzione; con la relazione Politica Estera rifiutava il trattato di Parigi; e con la relazione Politica sociale ed economica venne proposta la sintesi tra il corporativismo e la socializzazione e la programmazione nazionale in contrapposizione al libero mercato. Nei confronti del fascismo la posizione venne sintetizzata dalla frase di Augusto De Marsanich «Non rinnegare e non restaurare». Le due correnti del partito, i socializzatori, rivoluzionari e reduci di Salò, e i corporativisti, moderati, raggiunsero una convergenza nel confermare alla segreteria un esponente della destra, Almirante.
Con la scomparsa della lista dell'Uomo Qualunque, il MSI aumentò discretamente i suoi consensi soprattutto nel Sud Italia, dove piccola borghesia e proprietari terrieri lo sostennero in risposta alle occupazioni e alle proteste contadine dei braccianti sostenuti dal PCI. La divisione fra le prime due correnti maggioritarie divenne così più marcata, poiché al sud i voti erano il doppio di quelli del nord, con punte del 15% a Napoli, Lecce, Catania e Reggio Calabria.
Dal 1948 al 1950 vi furono i primi arresti «eccellenti» per la sospetta ricostituzione del partito fascista: prima delle elezioni Romualdi, in seguito le incriminazioni di Julius Evola, Pino Rauti, Fausto Gianfranceschi, Clemente Graziani, Egidio Sterpa, Mario Gionfrida, Cesco Giulio Baghino, Franco Petronio e Cesare Pozzo.

### Segreteria De Marsanich e primi successi
La rottura delle due componenti portò in minoranza il socializzatore Almirante e nel 1950 fu eletto nuovo segretario Augusto De Marsanich propugnatore di una linea atlantista, cattolica e favorevole all'accordo con i monarchici, diede il via all'inserimento del partito nel panorama politico italiano. Nonostante questo nel 1951 fu impedito al MSI di celebrare il suo terzo congresso (che poté svolgersi solo dopo un anno a L'Aquila).
Al 1950 risale la fondazione della CISNAL, sindacato vicino al MSI, il cui presidente Giovanni Roberti era deputato missino, con segretario l'ex deputato del PNF Giuseppe Landi.

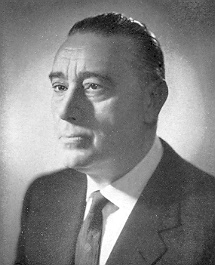
Arturo Michelini, segretario missino dal 1954 al 1969

Alle elezioni amministrative del 1951 e del 1952 vi fu l'apparentamento del MSI col Partito Nazionale Monarchico e l'alleanza ottenne un buon successo, conquistando molte città del sud Italia come Napoli, Caserta, Lecce, Bari, Foggia, Reggio Calabria, Catania, Trapani, Latina, Pescara, Campobasso e Salerno. Grazie ai suoi appelli alla creazione di una coalizione anticomunista e alla sua svolta moderata, il partito ottenne anche la considerazione di papa Pio XII che, per scongiurare una vittoria alle amministrative di Roma del Fronte Democratico Popolare, spinse per un'alleanza elettorale tra DC e MSI, la cosiddetta «Operazione Sturzo», destinata però a non essere perseguita a causa del rifiuto di Alcide De Gasperi.
Al III congresso del partito, svoltosi a L'Aquila tra il 26 e il 28 luglio del 1952, venne proclamato irrinunciabile l'ingresso di Trieste in Italia e De Marsanich venne inoltre confermato segretario nazionale. Pochi giorni dopo uscirono gli esponenti della corrente di sinistra repubblichina Gruppi Autonomi Repubblicani con Giorgio Pini, uno dei fondatori del MSI, che fondarono il Raggruppamento Sociale Repubblicano. Il successo elettorale venne confermato alle elezioni politiche del 1953 in cui il MSI, schierato contro la cosiddetta legge truffa, conquistò il 5,84% alla Camera e il 6,07% al Senato, passando da 7 a 38 seggi in Parlamento. L'espansione del MSI era avvenuta grazie all'appoggio del ceto medio, moderato e borghese del sud Italia ai danni della DC.

### Segreteria Michelini
Dopo le politiche del 1953, al IV Congresso del partito tenutosi a Viareggio nel gennaio del 1954, divenne segretario del MSI Arturo Michelini. Michelini rappresentava la corrente borghese e moderata, legata maggiormente ai ricordi del Ventennio rispetto a quelli, tragici e sanguinosi, del fascismo repubblicano, desiderosa d'inserire il neofascismo nell'alveo della destra per facilitare l'entrata nel gioco politico e parlamentare italiano di quegli anni, caratterizzati dalla guerra fredda e dal timore, dentro e fuori d'Italia, d'una presa del potere da parte dei comunisti.
In politica estera era sicuramente filo-atlantico e proprio durante la segreteria di Michelini il movimento accettò l'Alleanza Atlantica; si contrapponeva alla corrente micheliniana quella di coloro che avevano partecipato alla guerra dalla parte della Repubblica Sociale, radicale quanto ai modi e ai metodi di lotta politica, tendenzialmente antiborghese, socialisteggiante e anticapitalista sul piano sociale ed economico; a guidarla era Giorgio Almirante.
A seguito dell'elezione di Michelini la componente spiritualista ed evoliana di Pino Rauti, Clemente Graziani e Sergio Baldassini, per segnare la lontananza dal neosegretario, si riunì nella corrente di Ordine Nuovo, che però rimase inizialmente all'interno del MSI.
In occasione del V congresso, tenutosi nel 1956 a Milano, dove Michelini veniva confermato segretario, si verificò la scissione dal partito di un gruppo di dirigenti guidati da Pino Rauti, con la trasformazione della propria corrente nel Centro Studi Ordine Nuovo, uscendo dal MSI. Nel 1957, inoltre, la componente di sinistra del partito capeggiata da Ernesto Massi, dopo le varie derive borghesi e conservatrici, uscì anch'essa dal partito dando vita, avvalendosi del contributo del Raggruppamento Sociale Repubblicano di Giorgio Pini, al Partito Nazionale del Lavoro, attivo fino agli anni '60.
Dal 1956 il MSI siciliano entrò nell'area di maggioranza e di governo, dapprima dall'esterno con la giunta di Giuseppe La Loggia (DC) e in un secondo momento, dal 1958, partecipando alla prima incisiva fase del milazzismo, stagione politica iniziatasi quando il democristiano Silvio Milazzo fu eletto presidente della Regione Siciliana dai partiti di destra e di sinistra. Nel primo governo Milazzo entrarono anche esponenti missini e il MSI governò insieme al PSI e al PCI, con l'assenso di Michelini e Togliatti, fino alle elezioni regionali del giugno 1959. Nelle successive giunte Milazzo, conclusesi nel 1960, il MSI tornò all'opposizione.
In quella fase si sostennero Enrico Mattei e le politiche della sua ENI.

### Sostegno al governo Tambroni
Il MSI garantì il sostegno a un governo monocolore guidato dal democristiano Fernando Tambroni (1960). Il partito aveva già votato la fiducia ai governi Zoli e Segni II, ma questa volta fu l'unico a sostenere il governo Tambroni, oltre alla Democrazia Cristiana. Da parte delle opposizioni questa inedita alleanza fu interpretata come un avvio di svolta autoritaria e si creò un clima di grave imbarazzo per il quale la DC, in difficoltà nei confronti degli altri partiti che minacciavano di fare insorgere il Paese, costrinse Tambroni alle dimissioni; inaspettatamente (ma in modo proceduralmente corretto), il Presidente della Repubblica Giovanni Gronchi respinse queste dimissioni, principalmente perché nessun altro democristiano, vista la temperatura rovente del dibattito politico, accettava di sostituirlo e di comporre nuove alleanze.
Il MSI restava dunque il sostegno essenziale di quel governo e l'occasione fu sfruttata per proporsi all'attenzione generale, organizzando un congresso a Genova, città Medaglia d'Oro della Resistenza; si disse allora che la scelta di questa città da parte del movimento fosse stata intenzionalmente provocatoria. La Camera del Lavoro di Genova, appoggiata dall'opposizione di sinistra, il 30 giugno 1960 indisse un corteo per protestare contro la convocazione a Genova del sesto congresso del Movimento Sociale Italiano che causò duri scontri tra manifestanti e forze di polizia. In conclusione il MSI rinunciò a tenere quel congresso; tuttavia questo non fu sufficiente e altri scontri tra polizia e manifestanti di sinistra, come a Roma e Palermo, non furono meno violenti e provocarono una decina di morti, culminando con la strage di Reggio Emilia il 7 luglio 1960.

### Fuori dall'arco costituzionale e seconda segreteria Almirante
Dopo la caduta di questa legislatura in seguito ai fatti di Genova, il MSI fu isolato dalla scena politica. Fu creata, nel dibattito politico, la locuzione «arco costituzionale» per indicare in pratica tutti partiti che avevano preso parte ai lavori della Costituente, meno il MSI, nato nel 1948; tale locuzione però si fondava anche sul rigetto, da parte del movimento, dei valori antifascisti contenuti nella Carta. Negli anni successivi il MSI sarebbe dunque stato palesemente tenuto fuori dai giochi di potere della politica nazionale, con la sola eccezione degli atti e delle prassi costituzionali e parlamentari. I suoi voti, però, furono determinanti nell'elezione a Presidente della Repubblica di Giovanni Leone, nel dicembre 1971, come già lo erano stati per quella di Antonio Segni, nel 1962.
Nel 1963, in occasione del VII Congresso del Movimento Sociale Italiano, tenutosi a Roma, Michelini sconfisse nuovamente la minoranza di «sinistra» guidata da Giorgio Almirante ed organizzatasi nella nuova corrente Rinnovamento. Indetto l'VIII Congresso a Pescara nel 1965, Romualdi presentò una propria mozione, ma Michelini e Almirante votarono una mozione unitaria e Michelini, grazie all'appoggio degli almirantiani, fu riconfermato segretario.

Pino Rauti con Giorgio Almirante quando rientrò nel MSI nel 1969

Dopo la morte di Michelini si aprì il dibattito su chi dovesse succedergli. Si fece l'ipotesi di Giovanni Roberti, leader della CISNAL, ma prevalsero i sostenitori di Almirante, che tornò il 29 giugno 1969 al vertice del partito. A far prevalere la candidatura di Almirante concorse il fatto che, pur essendo all'interno della nuova corrente maggioritaria e moderata di Michelini, non aveva mai rinunciato a essere il punto di riferimento della base più movimentista e antisistema. A seguito della sua elezione alla segreteria rientrarono nel partito parte dei dissidenti del Centro Studi Ordine Nuovo guidati da Pino Rauti. Almirante, dopo gli anni di immobilismo di Michelini, operò immediatamente un riassetto organizzativo e ideologico del partito che fu definito come la «politica del doppiopetto», che rimase sempre in bilico tra le rivendicazioni dell'eredità fascista e l'apertura al sistema politico italiano.

### Il "triennio di destra" (1970 - 1972)

I Moti di Reggio del 1970-'71, in cui l'MSI ebbe delle gravi responsabilità che avrebbero portato alla richiesta parlamentare di scioglimento del partito per "ricostituzione del PNF" poco dopo.

Almirante, grazie anche alle sue spiccate capacità oratorie, seppe sfruttare politicamente questo isolamento, costituendosi come unico partito al di fuori del presunto «regime», di cui avrebbe fatto parte una sotterranea alleanza consociativa fra la DC e le sinistre; con la crescente affermazione delle formule del centro-sinistra e l'avvicinarsi delle proposte di compromesso storico, questa solitudine di opposizione guadagnò sempre più consensi.
In particolare, con l'inizio del nuovo decennio l'MSI (e tutta l'area politica della destra in generale) entrò in un periodo di particolare fervore e movimentazione, che la portò ad essere protagonista di molti fatti sociali in rapida successione, tanto da far parlare di "triennio di destra" (il 1970-1972).
Nel luglio del 1970 il partito si rese protagonista dei fatti di Reggio, quando la città calabrese insorse contro la decisione di assegnare a Catanzaro il capoluogo della regione. La reazione era stata inizialmente sostenuta anche dalle sinistre, ma un esponente della CISNAL (il sindacato missino), Ciccio Franco, riprese lo slogan «Boia chi molla» e organizzò una sollevazione della destra che si produsse in una vera e propria rivolta con barricate stradali e scontri armati con la Polizia. La rivolta si sarebbe conclusa solo nel febbraio dell'anno successivo, con l'ingresso dei carri armati in città. Il partito ottenne clamorose affermazioni nelle comunali che si tennero nel giugno del 1971, in particolare a Reggio Calabria con il 21% (alle politiche dell'anno successivo Ciccio Franco, candidato al Senato nel collegio di Reggio di Calabria, raggiunse addirittura il 46,29% nel capoluogo).

Alle elezioni regionali in Sicilia dello stesso anno, cavalcando la protesta contro i patti agrari, ottenne un clamoroso 16 per cento e l'elezione di 15 deputati all'Assemblea regionale siciliana su 90, con il 23% a Catania e il 21% a Trapani. Il risultato fu reso possibile dal fatto che le attese di un periodo riformista proposto dal centro-sinistra erano state frustrate nelle regioni del sud e da un periodo di crisi della Democrazia Cristiana.

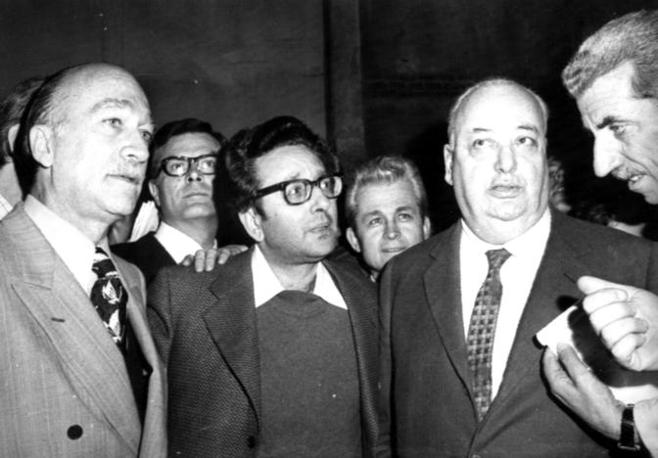
Almirante, Rauti e Gastone Nencioni nell'aprile 1972

Nel febbraio 1972 Almirante riuscì a formare un'alleanza con il Partito Democratico Italiano di Unità Monarchica, una delle maggiori formazioni monarchiche italiane, da cui derivò anche un mutamento di denominazione del partito, da quel momento chiamato Movimento Sociale Italiano – Destra Nazionale.

Giovani missini negli anni 1970 pronti a un confronto con giovani di estrema sinistra in cui il terzo da destra solleva il simbolo della fiamma tricolore

Manifestazione in piazza del Duomo a Milano della sinistra extraparlamentare contro il Movimento Sociale Italiano, di cui viene chiesta la messa fuori legge nel 1974

Come risultato del particolare fervore dei due anni precedenti, alle elezioni politiche del maggio 1972 il MSI-DN (nel quale si erano anche candidati i monarchici e molti ufficiali dell'esercito e funzionari delle Forze dell'ordine tra cui l'ex partigiano Giovanni de Lorenzo) fece registrare un considerevole successo, raccogliendo l'8,7% dei voti alla Camera e il 9,2% al Senato, addirittura raddoppiando i voti in termini assoluti. Contemporaneamente, in quell'anno la procura di Milano richiamandosi alla XII disposizione transitoria mise sotto inchiesta Almirante, accusandolo di tentata ricostituzione del Partito Fascista. Un anno più tardi la Camera votò l'autorizzazione a procedere con 484 voti a favore e 60 contrari. L'inchiesta andò avanti per qualche tempo coinvolgendo vari dirigenti missini, per essere abbandonata una volta constatato il riflusso elettorale del partito.
Il 10 luglio 1972 il Consiglio Nazionale del PDIUM deliberò lo scioglimento del partito e la confluenza nel Movimento Sociale Italiano – Destra Nazionale, con una piccola parte del partito, più legata all'ispirazione liberale e risorgimentale, che rifiutò di entrare del MSI-DN e dette vita ad Alleanza Monarchica.
Il congresso del gennaio 1973 introdusse ufficialmente il nuovo nome nello statuto del partito, eleggendo segretario Giorgio Almirante, presidenti l'ex monarchico Alfredo Covelli e l'ammiraglio Gino Birindelli, presidente del Consiglio nazionale l'ex monarchico Achille Lauro.

### Anni '70
In quegli anni il MSI-DN fece appassionate campagne (per esempio in occasione del referendum sul divorzio) sposando quasi appieno le posizioni della Chiesa cattolica, con l'evidente intento di sottrarre elettorato alla DC e sviluppando un fronte dialettico sulla via del moralismo, sia in opposizione alle posizioni ritenute «scandalose» del Partito Radicale e del PSI, sia costantemente segnalando scandali di malversazione e corruttela di governanti e pubblici amministratori.
Negli anni '70 il consenso giovanile al MSI-DN crebbe verticalmente e andò ad alimentare lo scontro di piazza fra i cosiddetti opposti estremismi. Il Fronte della Gioventù, l'organizzazione giovanile del partito (che aveva preso il posto della Giovane Italia degli anni 1950–1960), si trovò opposto alla FGCI, organizzazione giovanile del PCI e a quelle extraparlamentari, così come le frange estreme di entrambi gli schieramenti si trovarono in qualche modo rispettivamente a contatto con gruppi armati o organizzazioni terroristiche.
La drammaticità della situazione insanguinata da decine di omicidi, quasi sempre di giovanissimi, in ambedue i versanti e non meno luttuosa per le forze dell'ordine, fece del MSI-DN un partito del quale in qualche modo pubblicamente si discuteva ogni giorno, fatto che gli assicurò quell'accesso all'informazione che pure molti quotidiani e talvolta la stessa televisione di Stato cercavano di negargli. Il partito era diviso fra la corrente maggioritaria almirantiana, di carattere nazionalconservatore, e una cospicua ma minoritaria corrente più ancorata al neofascismo facente capo a Pino Rauti, da questi definita «nazionalpopolare», mentre presidente restava l'autorevole Pino Romualdi.
Il MSI alla fine avrà oltre una ventina di vittime tra dirigenti e giovani militanti.

#### Costituente di destra e scissione
Nel gennaio 1975, come evoluzione della Destra Nazionale, fu creata da Almirante la "Costituente di destra per la libertà", a cui aderirono in funzione anticomunista persino personalità antifasciste: l'ex deputato DC Enzo Giacchero, che era stato comandante partigiano, ne fu il presidente, l'ex parlamentare DC Agostino Greggi, che ne fu il segretario, e il generale Giulio Cesare Graziani. Ripetendo la strategia delle elezioni politiche del 1972, dove fu eletto l'ammiraglio Gino Birindelli (medaglia d'oro al V.M.), il MSI-DN fece ripetute e franche aperture all'elettorato militare, col quale effettivamente si stabilì una vicinanza: alcuni esponenti delle forze armate furono candidati nelle sue file, come Vito Miceli (eletto successivamente).
Le elezioni politiche del 1976 registrarono un calo rispetto al successo del 1972 e pochi mesi dopo vi fu una scissione nei gruppi parlamentari: gli esponenti della corrente moderata Democrazia Nazionale uscirono dai gruppi MSI-DN e ne formarono dei propri, intendendo così collocarsi dentro l'arco costituzionale; a questi gruppi aderì la maggioranza dei parlamentari.
Il MSI si avviava all'XI congresso del gennaio 1977 diviso in quattro correnti: quella maggioritaria detta Unità nella chiarezza di Almirante e Romualdi, quella detta Destra popolare di Massimo Anderson e del mondo giovanile, quella detta Democrazia Nazionale di Ernesto De Marzio e Gastone Nencioni e infine quella detta Linea Futura di Pino Rauti.
Democrazia Nazionale tuttavia uscì dal MSI prima dell'assise per trasformarsi il 20 gennaio 1977 in un nuovo partito. Almirante riuscì a far cambiare lo statuto del partito: da questo momento il segretario nazionale sarebbe stato eletto direttamente dal congresso, e non come precedentemente avveniva da parte dal comitato centrale o dalla direzione nazionale. Unità nella chiarezza fu la più votata, seguita da Linea Futura e Destra Popolare: Almirante fu confermato segretario. Pochi mesi dopo Massimo Anderson e alcuni esponenti di Destra popolare uscirono dal partito per aderire a DN.

### Verso l'Eurodestra
Sul finire degli anni '70 l'MSI cominciò a riflettere su una nuova identità europea della destra italiana e degli altri, in vista dell'inaugurazione del Parlamento europeo e anche per diventare ulteriormente il polo di riferimento dei giovani.
Nel maggio 1977 furono costituiti i Campi Hobbit, delle feste giovanili annuali promosse inizialmente da Pino Rauti sulla scia del successo delle feste di partito di altri gruppi politici, come le Feste de l'Unità (sulla scia di tale successo pochi mesi dopo fu inaugurata anche la Festa dell'Amicizia da parte della DC).
Nel 1978 il partito diede poi origine al progetto dell'Eurodestra, un accordo con altri movimenti di estrema destra europei come il francese Parti des Forces Nouvelles di Jean-Louis Tixier-Vignancour, lo spagnolo Fuerza Nueva di Blas Piñar e il greco Unione Politica Nazionale. Alle elezioni europee del 1979, tuttavia, solo il MSI-DN riuscì a ottenere degli eletti, quattro, che finirono nel Gruppo dei non iscritti.
Da un punto di vista tematico, il partito insisté sulla «crisi del sistema», ovvero sull'inadeguatezza della struttura istituzionale del paese ai suoi reali bisogni, testimoniata d'altra parte dall'enorme instabilità politica di cui continuava a soffrire. Fu proposta anche una forma di governo alternativo basata sul modello della repubblica presidenziale. Malgrado ciò, i risultati non andarono oltre un certo limite e anzi negli anni '80 il movimento raggiunse una crescita elettorale alle elezioni politiche del 1983, ma subito dopo subì un processo di ridimensionamento, giungendo a ottenere meno del 6% dei consensi alle elezioni del 1987.

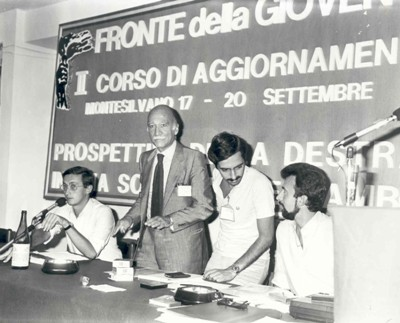
Il segretario Almirante a un corso del Fronte della Gioventù nel 1981 con un giovane Gianfranco Fini alla sinistra, Maurizio Gasparri a destra e Almerigo Grilz seduto

In seguito alle elezioni europee del 1984 il MSI-DN ottiene il 6,47% e 5 europarlamentari che, insieme con gli eurodeputati del Front National, formano il Gruppo delle Destre Europee al Parlamento europeo.
In questo periodo però gradualmente si affievolì l'emarginazione del partito e nel 1985 il MSI votò a favore della conversione in legge del decreto di liberalizzazione del mercato televisivo e ottenne, per la prima volta nella storia repubblicana, la presidenza di una Giunta, quella delle elezioni alla Camera, con Enzo Trantino, con il consenso del Presidente del Consiglio Bettino Craxi; quest'ultimo fu il primo ad abbandonare la delimitazione dei rapporti politici all'arco costituzionale, ricevendo anche Almirante nelle consultazioni di governo.

### Prima segreteria Fini
Nel 1987 le condizioni di salute obbligarono Almirante ad abbandonare la segreteria del partito, indicando come proprio delfino Gianfranco Fini, segretario del Fronte della Gioventù. Al XV congresso, tenutosi a Sorrento tra l'11 e il 14 dicembre, la carica di segretario viene contesa da quattro candidati:
- Gianfranco Fini, sostenuto da Almirante e le correnti politiche Destra in movimento di Giuseppe Tatarella, Destra Italiana di Pino Romualdi e Guido Lo Porto e Nuove Prospettive di Mirko Tremaglia;
- Pino Rauti, sostenuto dalla sua corrente Andare oltre;
- Franco Servello, sostenuto dalla sua corrente Impegno unitario;
- Domenico Mennitti, sostenuto dalla sua corrente Proposta Italia[46].

Fini e Rauti furono i più votati e andarono al ballottaggio, dove anche Impegno unitario sostenne Fini e quest'ultimo, all'età di 35 anni, venne eletto come nuovo segretario del MSI-DN. Almirante, al momento della nomina di Fini a segretario del MSI, esclamò: «Nessuno potrà dare del fascista a chi è nato nel dopoguerra».
Il 24 gennaio 1988 Almirante venne eletto presidente del partito dalla maggioranza del comitato centrale, ma il 21 maggio seguente scomparve Pino Romualdi e il giorno seguente Almirante stesso. Per loro si svolsero esequie comuni a Roma, in Piazza Navona, mentre alla camera ardente arrivarono anche i comunisti Nilde Iotti (allora Presidente della Camera) e Gian Carlo Pajetta (storico leader del PCI).

### Segreteria Rauti e il ritorno di Fini

Fini e Rauti al XVI congresso di Rimini del gennaio 1990

Al XVI congresso, tenutosi a Rimini tra l'11 e il 14 gennaio 1990, Pino Rauti, alleatosi con Mennitti, Lo Porto, Alfredo Pazzaglia e Giorgio Pisanò, riuscì a farsi eleggere come segretario del partito al posto di Fini. Tuttavia, in seguito alla sconfitta del MSI alle elezioni amministrative e regionali in Sicilia del 1991, dove il partito uscì praticamente dimezzato, Rauti si dimise da segretario, dopo 1 anno e mezzo, e il comitato centrale rielesse Gianfranco Fini con 137 voti, prevalendo sul rautiano Domenico Mennitti che ottenne 95 voti.
I primi anni '90 furono critici per il partito, ormai in piena crisi di identità e a rischio di scomparsa dopo il referendum sul sistema elettorale e la conseguente approvazione della legge elettorale maggioritaria del 1993. L'opera di propaganda del partito in questo periodo, alquanto discontinua, era caratterizzata sia da un richiamo al passato fascista, testimoniato dal proposito, espresso da Fini nel 1991, di attuare il fascismo del 2000, o dall'elezione in parlamento di Alessandra Mussolini nel 1992, o ancora dalla commemorazione del settantesimo anniversario della marcia su Roma sempre nello stesso anno; sia, d'altra parte, cavalcando nuovamente la protesta anti-sistema, ad esempio attraverso l'incondizionato sostegno espresso dal MSI-DN al Presidente della Repubblica Francesco Cossiga, da alcuni ritenuto uno dei suoi primi "sdoganatori".
Nel luglio 1991 si ebbero la fuoriuscita dal MSI di Tommaso Staiti di Cuddia, esponente dell'area sociale del partito, e successivamente di Giorgio Pisanò e dei membri della sua corrente, Fascismo e Libertà. Il 25 luglio questi ultimi fondarono il Movimento Fascismo e Libertà.
Allo scoppio di Tangentopoli il MSI-DN condusse un'energica campagna contro il Pentapartito e i cosiddetti «ladri di regime», dichiarando aperto appoggio ai giudici di Mani pulite e presentandosi con lo slogan «Ogni voto una picconata» alla campagna elettorale del 1992. Il MSI lombardo presentò una mozione al consiglio regionale della Lombardia in favore del giudice Antonio Di Pietro e dei suoi colleghi impegnati nelle indagini sulle tangenti.
Diversi esponenti di partito hanno dichiarato in seguito che il MSI non avesse mai intascato alcuna tangente, anche citando dichiarazioni di alcuni magistrati di Mani pulite in questo senso. Tuttavia, anche il MSI fu coinvolto da inchieste relative a tangenti, seppur non a Milano: infatti, secondo Luca Ricolfi, la percentuale dei parlamentari missini inquisiti in processi relativi a tangenti si attestava al 12% (più bassa della media degli altri partiti, ma comunque significativa).

### VersoAlleanza Nazionale
Su Il Tempo del 19 settembre 1992 il politologo Domenico Fisichella lanciava un'idea, affermando che «se i progressisti lavorano per una Alleanza Democratica, sul versante opposto tutti quelli che ne hanno abbastanza delle gioie del progressismo debbono cominciare a lavorare per una Alleanza Nazionale» dove «ci potranno essere liberali, repubblicani, cattolici».
Il 27 aprile 1993, un articolo sul Secolo d'Italia firmato da Francesco Storace, allora portavoce del segretario del MSI Gianfranco Fini, rilancia l'idea di una nuova Alleanza Nazionale che associasse i missini con altri personaggi o schieramenti di idee conservatrici, come la "destra democristiana". L'articolo suscitò le critiche di diversi esponenti del MSI, che lamentarono le modalità di esposizione di un progetto che avrebbe potuto comportare lo scioglimento del partito, senza una discussione interna.
Dal 24 aprile 1993 la costruzione di Alleanza Nazionale sembrava avviata dal MSI. Anche se l'idea nell'immediato venne bocciata, già a Belluno in giugno si tenne un primo test elettorale e se ne sarebbe discusso per tutta l'estate del 1993.
In questa fase Fini presentò AN come «una strategia. Non è un partito nuovo, ma è una politica: chiamare a raccolta tutte quelle categorie, quei ceti economici, quegli spazi della società che oggi sono liberi perché non hanno più dei referenti». La speranza del segretario missino è «che già dalle prossime elezioni del 21 novembre» la strategia di AN «saprà evidenziare, con percentuali a due cifre, un polo nazionale di centro destra, che sarà la vera novità del panorama politico italiano». Lo stesso Fini decise di candidarsi a sindaco di Roma: «Presentiamo liste aperte, cioè non solo missine, in molte città, da Cosenza a Pescara a Palermo. [...] Siamo una forza superiore al 10% nel Centro Sud. Se i dati ci daranno ragione si potrà così arrivare a edificare un quarto polo nazionale (dopo quelli di sinistra, centro e Lega Nord)».
Il MSI-DN riscosse un ottimo successo alle elezioni amministrative del novembre 1993: a Chieti, Benevento, Latina e Caltanissetta i suoi candidati vennero eletti sindaci. Il successo fu rimarcato soprattutto a Roma e a Napoli. Nella capitale il segretario Gianfranco Fini ottiene il 35,5 % e a Napoli Alessandra Mussolini il 31,1%: entrambi arrivarono al ballottaggio. Il 23 novembre 1993 a Casalecchio di Reno l'imprenditore Silvio Berlusconi, inaugurando un supermercato, alla domanda di un giornalista per chi avrebbe votato a Roma, a sorpresa rispose: «Certamente Gianfranco Fini». Al ballottaggio romano, forse anche grazie alla frase di Berlusconi, Fini raggiunse il 47%.
Il 26 novembre venne presentato ufficialmente il progetto di AN e nacquero i primi circoli sul territorio, ma solo l'11 dicembre successivo il Comitato Centrale del partito approvò definitivamente la nascita del nuovo Movimento Sociale Italiano – Alleanza Nazionale, con l'astensione di dieci dirigenti rautiani.

### Al governo e scioglimento

Fini e Giuseppe Tatarella al congresso di Fiuggi del gennaio 1995

Alle elezioni politiche del 1994 MSI-AN si presentò come alleato di Forza Italia al Sud (all'interno della coalizione detta Polo del Buon Governo) e non coalizzato al Nord, dove però riuscì a fare suo il collegio maggioritario di Bolzano alla Camera. Il partito raggiunse il suo massimo storico e suoi esponenti, per la prima volta nella storia della Repubblica, entrarono a far parte del governo: ministri furono Giuseppe Tatarella come Vicepresidente del Consiglio e ministro delle Telecomunicazioni, Altero Matteoli all'ambiente e Adriana Poli Bortone all'agricoltura; altri due ministri, Domenico Fisichella alla cultura, e Publio Fiori ai trasporti, pur eletti con la lista di MSI-AN, non provenivano dalla storia missina. Il governo rimase in carica fino al 17 gennaio 1995.
Il 27 gennaio 1995 alle 16,30, il congresso nazionale, preso atto che AN si identificava in massima parte con la storica classe dirigente della Destra italiana, sciolse il MSI-AN per lasciare definitivamente spazio alla sola Alleanza Nazionale. Fu il congresso che sarebbe passato alla storia come «svolta di Fiuggi», per via della città che ospitava l'ultima assise missina.
Rauti, da sempre animatore dell'ala sociale, non accettò questo cambiamento, interpretato come un «disconoscimento» del proprio passato, e il 3 marzo 1995 fondò il Movimento Sociale Fiamma Tricolore, rivelatasi negli anni successivi una presenza relativamente stabile all'interno del panorama politico.

## Struttura

### Organi nazionali

#### Segretari della giunta esecutiva
- Giacinto Trevisonno (26 dicembre 1946 – 15 giugno 1947)
- Giorgio Almirante (15 giugno 1947 – 29 giugno 1948)

#### Segretari
- Giorgio Almirante (29 giugno 1948 – 15 gennaio 1950)
- Augusto De Marsanich (15 gennaio 1950 – 10 ottobre 1954)
- Arturo Michelini (10 ottobre 1954 – 15 giugno 1969)
- Giorgio Almirante (29 giugno 1969 – 14 dicembre 1987)
- Gianfranco Fini (14 dicembre 1987 – 14 gennaio 1990)
- Pino Rauti (14 gennaio 1990 – 6 luglio 1991)
- Gianfranco Fini (6 luglio 1991 – 27 gennaio 1995)

#### Presidenti
- Junio Valerio Borghese (1951–1953)
- Rodolfo Graziani (1953–10 ottobre 1954)
- Augusto De Marsanich (10 ottobre 1954 – 24 maggio 1972)
- Gino Birindelli (24 maggio 1972–1973)
- Gino Birindelli e Alfredo Covelli (1973–1974; presidenza congiunta)
- Alfredo Covelli (1974–1976)
- Pino Romualdi (1976–1982)
- Nino Tripodi (1982–24 gennaio 1988)
- Giorgio Almirante (24 gennaio 1988 – 22 maggio 1988)
- Alfredo Pazzaglia (10 febbraio 1990 – 29 giugno 1994)

#### Presidente onorario
- Cesco Giulio Baghino (1990–27 gennaio 1995)

#### Altri capi politici interni
Diversi furono negli anni gli esponenti che ricoprirono le cariche di vice segretario unico o di capo corrente nel MSI, senza divenire segretario o capigruppo in Parlamento.
- Beppe Niccolai
- Massimo Anderson
- Franco Servello
- Ernesto Massi
- Enzo Erra
- Domenico Mennitti

### Presidenti dei gruppi parlamentari

#### Camera dei deputati
- 1º giugno 1948 – 1952: Guido Russo Perez[78]
- 1952 – 24 giugno 1953: Giovanni Roberti[79]
- 21 luglio 1953 – 4 giugno 1968: Giovanni Roberti, vice: Giorgio Almirante, poi Giuseppe Gonella
- 9 luglio 1968 – 3 luglio 1969: Giorgio Almirante, vice: Nicola Romeo
- 3 luglio 1969 – 21 dicembre 1976: Ernesto De Marzio, vice: Alfredo Pazzaglia & Raffaele Delfino
- 11 gennaio 1977 – 21 gennaio 1977: Giorgio Almirante, vice: Alfredo Pazzaglia
- 27 gennaio 1977 – 22 febbraio 1990: Alfredo Pazzaglia, vice: Antonio Guarra, poi Cesco Giulio Baghino
- 22 febbraio 1990 – 22 aprile 1992: Franco Servello, vice: Ugo Martinat & Raffaele Valensise
- 30 aprile 1992 – 25 maggio 1994: Giuseppe Tatarella, vice: Ugo Martinat & Raffaele Valensise
- 25 maggio 1994 – 27 gennaio 1995: Raffaele Valensise

#### Senato della Repubblica
- 8 maggio 1948 – 24 giugno 1953: Enea Franza[80]
- 25 giugno 1953 – 15 maggio 1963: Enea Franza
- 1º luglio 1963 – 31 gennaio 1977: Gastone Nencioni, vice: Giorgio Bacchi & Araldo di Crollalanza
- 22 febbraio 1977 – 19 giugno 1979: Araldo di Crollalanza[81]
- 27 giugno 1979 – 10 aprile 1985: Araldo di Crollalanza, vice: Pietro Pistolese
- 10 aprile 1985 – 1º luglio 1987: Michele Marchio, vice: Pietro Pistolese, poi Cesare Biglia
- 9 luglio 1987 – 22 aprile 1992: Cristoforo Filetti, vice: Romano Misserville
- 30 aprile 1992 – 14 aprile 1994: Francesco Pontone, vice: Cesare Pozzo
- 21 aprile 1994 – 27 gennaio 1995: Giulio Maceratini

### Organizzazioni interne
- Volontari Nazionali, servizio d'ordine del MSI fino agli anni 1970;[82]
- Raggruppamento femminile, negli anni fu sia autonomo, che direttamente dipendente dal partito, con un segretario nazionale femminile: Evelina Alberti (1979–1991) e Adriana Poli Bortone (1991–1995).

### Organizzazione giovanile
Il MSI ebbe varie organizzazioni giovanili e alcune, come il FUAN e la Giovane Italia, nella lunga storia del partito, assunsero anche posizioni più accese rispetto ad una segreteria, a loro avviso, in doppiopetto.
- Fronte giovanile, gruppo costituito il 15 giugno 1947 che raccoglieva i giovani missini, con primo responsabile Marcello Perina. Il 20 novembre 1947 si fuse con il Raggruppamento giovanile Studenti e Lavoratori[84]
- Raggruppamento Giovanile Studenti e Lavoratori, sezione giovanile missina nata nel 1947 (prima come organizzazione parallela al MSI), guidata da Roberto Mieville, attiva fino al 1971, data in cui è confluito nel FdG
- Giovane Italia, associazione studentesca attiva dal 1954 fino al 1971, poi confluita nel FdG
- Fronte della Gioventù, organizzazione giovanile missina nata nel 1971 dall'unione delle due predette organizzazioni, poi confluito in Azione Giovani
- Fare Fronte per il contropotere studentesco, associazione studentesca attiva dalle metà degli anni ottanta, poi confluito in Azione Studentesca
- Fronte Universitario d'Azione Nazionale, l'organizzazione dei giovani universitari missini nata nel 1950, poi confluito in Azione Universitaria

## Nelle istituzioni
Il Movimento Sociale Italiano fu presente nelle istituzioni governative nel governo Berlusconi I, quando si presentò come Alleanza Nazionale - MSI.

### Vicepresidenti del Consiglio dei Ministri
- Giuseppe Tatarella (Governo Berlusconi I)

### Governi, Ministri e Sottosegretari della Repubblica Italiana
- Governo Berlusconi I (1994-1995)
  - Adriana Poli Bortone (Ministro delle risorse agricole, alimentari e forestali)
  - Giuseppe Tatarella (Ministro delle poste e delle telecomunicazioni)
  - Altero Matteoli (Ministro dell'ambiente)
  - Vincenzo Trantino (Sottosegretario di Stato al Ministero degli affari esteri)
  - Maurizio Gasparri (Sottosegretario di Stato al Ministero dell'interno)
  - Gian Franco Anedda (Sottosegretario di Stato al Ministero della giustizia)
  - Antonio Parlato (Sottosegretario di Stato al Ministero del bilancio e della programmazione economica)
  - Filippo Berselli (Sottosegretario di Stato al Ministero delle finanze)
  - Antonio Rastrelli (Sottosegretario di Stato al Ministero del tesoro)
  - Guido Lo Porto (Sottosegretario di Stato al Ministero della difesa)
  - Fortunato Aloi (Sottosegretario di Stato al Ministero della pubblica istruzione)
  - Domenico Nania (Sottosegretario di Stato al Ministero dei lavori pubblici)
  - Francesco Pontone (Sottosegretario di Stato al Ministero dell'Industria, del Commercio e dell'Artigianato)
  - Giulio Conti (Sottosegretario di Stato al Ministero della salute)
  - Carmelo Porcu (Sottosegretario di Stato al Ministero del lavoro e della previdenza sociale)

## Congressi
- I Congresso – Napoli, 27–29 giugno 1948
- II Congresso – Roma, 28 giugno – 1º luglio 1949
- III Congresso – L'Aquila, 26–28 luglio 1952
- IV Congresso – Viareggio, 9–11 gennaio 1954
- V Congresso – Milano, 24–26 novembre 1956
- VI Congresso – Genova, 2–4 luglio 1960 (non celebrato)
- VII Congresso – Roma, 2–4 agosto 1963
- VIII Congresso – Pescara, 12–14 giugno 1965
- IX Congresso – Roma, 20–23 novembre 1970
- X Congresso – Roma, 18–21 gennaio 1973
- XI Congresso – Roma, 13–16 gennaio 1977
- XII Congresso – Napoli, 5–7 ottobre 1979
- XIII Congresso – Roma, 18–21 febbraio 1982
- XIV Congresso – Roma, 29 novembre – 2 dicembre 1984
- XV Congresso – Sorrento, 11-14 dicembre 1987
- XVI Congresso – Rimini, 11–14 gennaio 1990
- XVII Congresso – Roma, 28–30 gennaio 1994
- XVIII Congresso – Fiuggi, 25–27 gennaio 1995

## Risultati elettorali
| Elezione       | Elezione     | Voti                      | %                         | Seggi     |
| -------------- | ------------ | ------------------------- | ------------------------- | --------- |
| Politiche 1948 | Camera       | 526.670                   | 2,0                       | 6 / 574   |
| Politiche 1948 | Senato       | 200.241                   | 0,9                       | 1 / 237   |
| Politiche 1953 | Camera       | 1.582.567                 | 5,8                       | 29 / 590  |
| Politiche 1953 | Senato       | 1.473.596                 | 6,0                       | 9 / 237   |
| Politiche 1958 | Camera       | 1.407.913                 | 4,7                       | 24 / 596  |
| Politiche 1958 | Senato       | 1.149.873                 | 4,4                       | 8 / 246   |
| Politiche 1963 | Camera       | 1.571.187                 | 5,1                       | 27 / 630  |
| Politiche 1963 | Senato       | 1.459.046                 | 5,3                       | 15 / 315  |
| Politiche 1968 | Camera       | 1.414.794                 | 4,4                       | 24 / 630  |
| Politiche 1968 | Senato       | 1.380.452                 | 4,5                       | 11 / 315  |
| Politiche 1972 | Camera       | 2.896.762                 | 8,6                       | 56 / 630  |
| Politiche 1972 | Senato       | 2.737.695                 | 9,1                       | 26 / 315  |
| Politiche 1976 | Camera       | 2.245.376                 | 6,1                       | 35 / 630  |
| Politiche 1976 | Senato       | 1.780.950                 | 5,7                       | 15 / 315  |
| Politiche 1979 | Camera       | 1.930.639                 | 5,2                       | 30 / 630  |
| Politiche 1979 | Senato       | 1.782.004                 | 5,6                       | 13 / 315  |
| Europee 1979   | Europee 1979 | 1.909.055                 | 5,5                       | 4 / 81    |
| Politiche 1983 | Camera       | 2.511.487                 | 6,8                       | 42 / 630  |
| Politiche 1983 | Senato       | 2.283.870                 | 7,3                       | 18 / 315  |
| Europee 1984   | Europee 1984 | 2.274.556                 | 6,5                       | 5 / 81    |
| Politiche 1987 | Camera       | 2.282.256                 | 5,9                       | 35 / 630  |
| Politiche 1987 | Senato       | 2.121.026                 | 6,5                       | 16 / 315  |
| Europee 1989   | Europee 1989 | 1.918.650                 | 5,5                       | 4 / 81    |
| Politiche 1992 | Camera       | 2.107.037                 | 5,3                       | 34 / 630  |
| Politiche 1992 | Senato       | 2.170.134                 | 6,5                       | 16 / 315  |
| Politiche 1994 | Camera       | Nel Polo del Buon Governo | Nel Polo del Buon Governo | 109 / 630 |
| Politiche 1994 | Senato       | Nel Polo del Buon Governo | Nel Polo del Buon Governo | 48 / 315  |

## Simboli storici

1947-1972
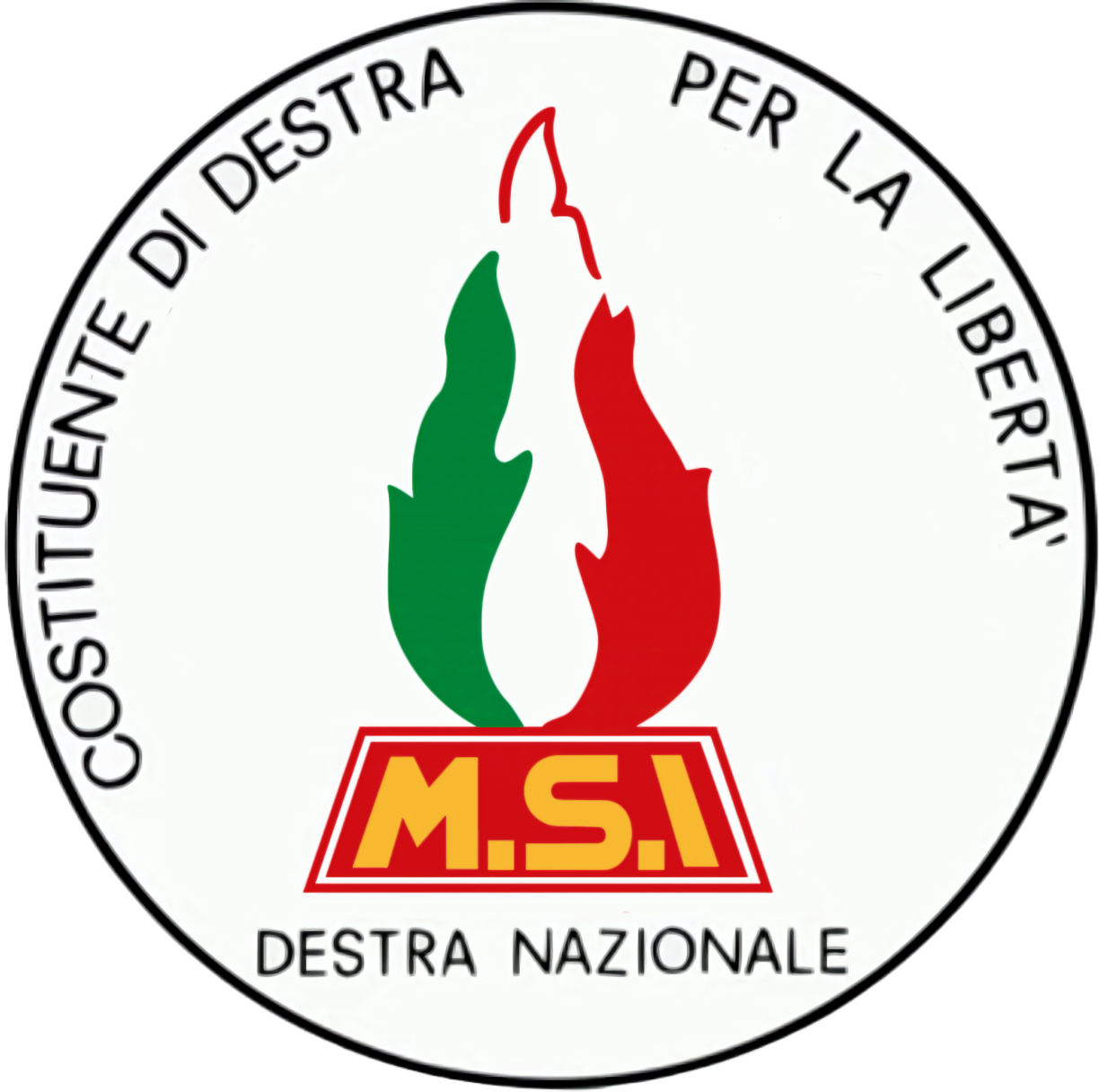
Logo utilizzato negli anni '70
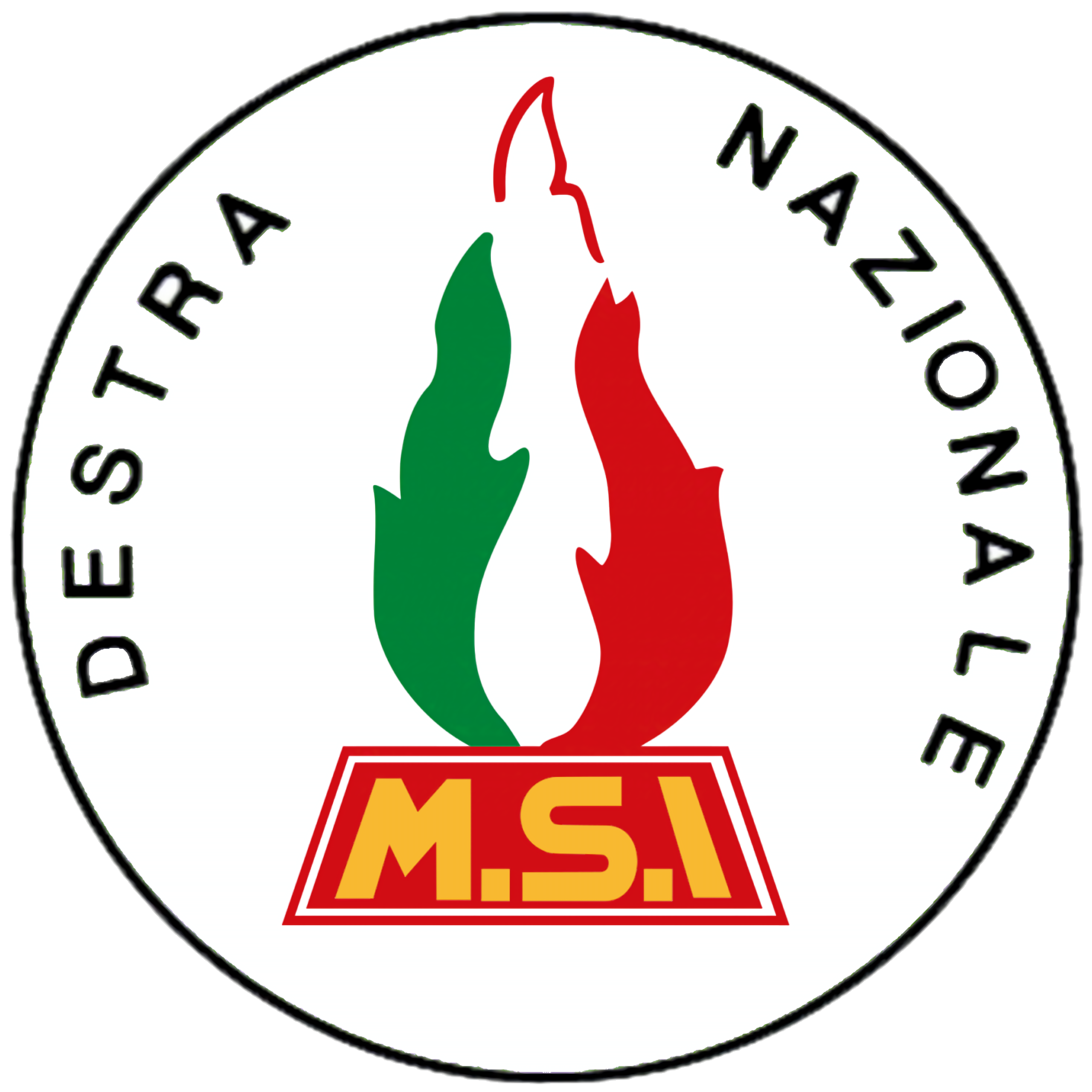
Logo utilizzato dal 1972 al 1995
1994-1995